# Neuffer (Schuhfabrik)
Die Firma Neuffer war eine der größten Schuhfabriken im pfälzischen Pirmasens des 20. Jahrhunderts, in der zeitweise 5.000 Paar Schuhe täglich hergestellt wurden. Ab 1990 wurde das historische Gebäude grundlegend renoviert und dient seither unter dem Namen Neuffer am Park als Gewerbepark, Bürokomplex, Restaurant und Kultur- und Dienstleistungszentrum.

## Geschichte
Im Jahr 1894 beantragte der aus St. Wendel stammende Fabrikant Emil Paqué eine Baugenehmigung für ein neues Fabrikgebäude mit Wohnhaus außerhalb der damaligen Stadtgrenzen. Bald nahm die Schuhfabrikation mit zunächst 150 Mitarbeitern und einer 22 PS-Dampfmaschine ihren Betrieb auf. Um die neuen Gebäude anzuschließen, wurde eine neue Straße gebaut und nach der Ehefrau von Emil Paqué Louise benannt.
1926 kaufte der Pirmasenser Fabrikant Emil Neuffer das Gebäude, vergrößerte die Produktion und erreichte bald mit dieser und zwei weiteren Fabriken eine Tagesproduktion von 5.000 Paaren Schuhen. Im Zweiten Weltkrieg wurde die Anlage samt Materialien konfisziert und zur Herstellung und Reparatur von Uniformen und Militärstiefeln genutzt.
Schon kurz nach der Kapitulation 1945 öffnete die Neuffer Schuhfabrik wieder ihre Pforten zur Produktion und am 10. Dezember 1949 wurde das 40-jährige Jubiläum gefeiert. Nach dem Tod Emil Neuffers 1953 führten seine Erben den Betrieb bis 1962 weiter; dann wurde die Produktion eingestellt und die Firma liquidiert.
Die Räume wurden weiter als Lagerhallen und Produktionsräume für kleinere Firmen untervermietet. Da jedoch nur unzureichend in den Unterhalt des Gebäudes investiert wurde, verschlechterte sich dessen Zustand immer mehr.
Im Jahr 1990 kaufte der Unternehmer Bernd Hummel den Gebäudekomplex, stellte einen Antrag auf Denkmalschutz und benannte die Anlage in Neuffer am Park um. Nachdem die Gebäude von außen grundlegend saniert und im Inneren komplett neu aufgeteilt wurden, dienen sie seither verschiedenen Firmen und Einrichtungen als Domizil, darunter Hummels Firma KangaRoos, Rockland Radio, verschiedenen Ärzten, Restaurants, dem Kunst- und Kulturzentrum „Forum Neufferanum“ und anderen.

## Architektur

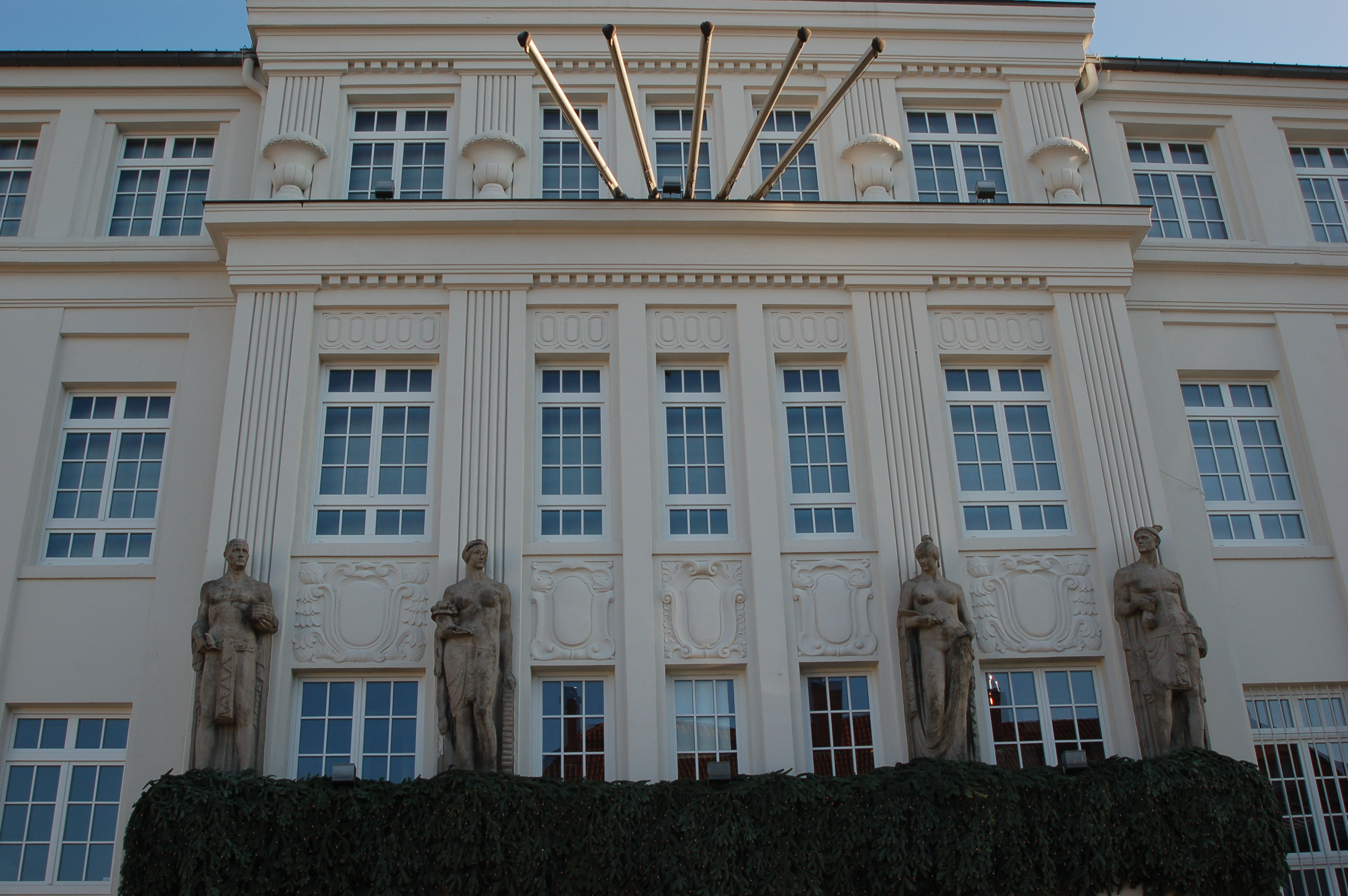
Fassade des Neuffer-Gebäudes mit Schuster, Demeter, Aphrodite und Hermes

Die Pläne für eine prächtige Fassade an der Neufferstraße wurden schon 1919 vom Architekten Josef Uhl (1887–1961) erstellt. Möglicherweise diente ihm das Berliner Stadtschloss als Inspiration: Zwei hintereinanderliegende Innenhöfe und eine Westfassade mit einem von einer Kuppel überhöhten Mittelportal mit Durchfahrt. Erst nach der Übernahme durch Emil Neuffer 1926 wurden die Arbeiten begonnen, die verschiedenste Stilelemente zu einem schlossartigen Eingang mit Säulen, auf denen vier Figuren stehen, kombinieren:
- einen männlichen Schuster mit Schuhmacherhammer und Schuhsohlen in den Händen
- die Göttin Demeter mit einem Füllhorn als Zeichen für Reichtum
- die Göttin Aphrodite mit einem Spiegel in der Hand als Zeichen für Schönheit
- den Gott Hermes als Beschützer der Kaufleute.

## Bedeutung und Ausblick
Die Umgestaltung der Neuffer-Schuhfabrik markierte den Beginn in der ehemaligen Schuhmetropole Pirmasens, die Konversion von nicht mehr genutzten Anlagen und Flächen zu Gewerbeparks zu betreiben. Später folgten die Projekte Husterhöh-Kaserne (1997) und ab 2007 Rheinberger.